# Curcuma flaviflora
Curcuma flaviflora là một loài thực vật có hoa trong họ Gừng. Loài này được Shao Quan Tong (童绍全, Đồng Thiệu Toàn) mô tả khoa học đầu tiên năm 1986.

## Từ nguyên
Tính từ định danh flaviflora bắt nguồn từ tiếng Latinh flavus nghĩa là màu vàng kim và flora nghĩa là hoa; ở đây là nói tới hoa màu vàng của nó.

## Phân bố
Loài này có tại huyện Mãnh Hải, châu tự trị Tây Song Bản Nạp, tây nam tỉnh Vân Nam, Trung Quốc, cho tới miền bắc Thái Lan. Tên gọi trong tiếng Trung là 黄花姜黄 (hoàng hoa khương hoàng), nghĩa đen là nghệ hoa vàng. Môi trường sống là rừng, ở cao độ khoảng 1.400 m.

## Mô tả
Cây cao 30–40 cm. Thân rễ nhỏ, có mùi thơm; rễ có củ hình thoi ở tận cùng. Cuống lá 4–7 cm; phiến lá 20-24 × 7–8 cm, mặt gần trục nhẵn nhụi, mặt xa trục rậm lông tơ, gốc hình nêm, đỉnh nhọn thon. Cụm hoa trên các chồi riêng biệt sinh ra từ thân rễ; cuống 5–9 cm, bẹ giống vảy màu đỏ tía; cành hoa bông thóc 4,5-6 × 2,5–3 cm; lá bắc sinh sản màu đỏ ánh tía nhạt, hình trứng-hình tròn đến hình trứng, 4-4,5 × 2,6–3 cm, rậm lông tơ, đỉnh nhọn thon; không có lá bắc mào. Đài hoa ~2 cm, đỉnh 3 răng, có lông rung. Ống tràng hoa màu trắng, ~4 cm, rậm lông tơ màu trắng, họng nhẵn nhụi; các thùy màu vàng nhạt, hình mác hẹp, 1,8-2,4 cm × 7–9 mm. Các nhị lép bên màu vàng nhạt với tâm màu vàng sẫm, hình elip, ~2,2 × 1,2 cm. Cánh môi màu vàng nhạt với tâm màu vàng sẫm, hình trứng ngược, ~2,5–2 cm, nhẵn nhụi, gốc có 2 sọc dọc màu đỏ, đỉnh 2 khe. Bầu nhụy có lông tơ màu trắng. Ra hoa tháng 6.